# 德米特里·霍洛多夫
德米特里·尤里耶维奇·霍洛多夫（俄语：Дми́трий Ю́рьевич Хо́лодов，1967年7月21日—1994年10月17日）是一名俄罗斯记者，因调查军队腐败，于1994年10月17日在莫斯科被暗杀。曾有多名俄军相关人士在霍洛多夫遇害案中受审，但是无人被定罪。而他的死亦是俄国一系列高调的谋杀记者案件中的第一例。 

## 早年生活和教育
霍洛多夫于1967年6月21日出生于扎戈尔斯克（现谢尔吉耶夫镇）。他学的是物理。

## 职业生涯
霍洛多夫最初是在与父母工作的位于莫斯科州克利莫夫斯克的国防工业研究所开始了他的工作生涯。随后由于前途有限，他转向了新闻业。先是在当地电台工作，随后他于1992年成为了全国性的《莫斯科共青团员报》的记者。
1993年，霍洛多夫前往前苏联周边热点地区，为《莫斯科共青团员报》报道。特别是在俄国扶植的阿布哈兹战争期间，他在当地亲眼目睹了对阿布哈兹的格鲁吉亚人的种族清洗，并提交了许多详细报告，其中包括一份题为《苏呼米启示录》的报告。
1993年10月，霍洛多夫采访了时任俄国国防部长帕维尔·格拉乔夫。在接下来的十二个月里，霍罗多夫根据国防部和军队的线报撰写并发布了一系列揭露军方高层腐败问题的文章，尤其是用于安置原驻东德的十万俄军及其家属的经费被挪用的问题。据说在霍洛多夫遇害时，这些证据已指向了国防部长格拉乔夫本人，而霍洛多夫原本预计将在俄国国家杜马（议会）的听证会上就这些指控作证。这些指控从未能在法庭上被质证。 1996年格拉乔夫在第一次车臣战争结束后，被解除国防部长职务。

## 遇刺身亡
1994年10月17日，霍洛多夫在其报社办公室打开一个被设置了诡雷的公文包后被炸死。此前，他被告知里面装有揭露俄军腐败的文件，并从莫斯科火车站的行李招领处拿到了这个箱子。霍洛多夫所任职的莫斯科共青团员报编辑指责俄军领导层（特别是国防部长帕维尔·格拉乔夫）下令杀害了霍洛多夫。军方起初否认涉案，但在六年后格拉乔夫作为证人在法庭作证时，宣称“我的一些下属误解了我的话”。
当地和外国记者已经在莫斯科和该国其他地方丧生（参见在俄罗斯遇害的记者名单），但这是第一次无可争议地针对记者的工作。霍洛多夫谋杀案在俄罗斯媒体界引起了轩然大波。除了专业媒体监督和人权组织外，国外反应平淡，1994年12月后，第一次车臣战争的爆发给他的遇害蒙上了阴影。霍洛多夫的被暴力杀害使俄罗斯记者人人自危，而旷日持久的调查以及随后未能对嫌疑人定罪，对该国在苏联解体后刚出现的自由媒体的调查报导产生了寒蝉效应。
霍洛多夫遇害案在某些方面仍是比较独特的：除开2002年被杀的奧列格·塞丁科这一例外），俄国此后再没有使用炸药而不是其他手段杀害记者。而与在俄国盛行的雇凶杀人案不同的是，法院没有得到任何证据表明钱款被支付给了杀害霍洛多夫的凶手。显然，这么做是为了避免上级不满并为自己的仕途提拔开路。

## 审判和无罪释放
对六名被告（其中四名现役军官）的审判于 2000 年在莫斯科地区军事法院开始（参见俄罗斯法院）。他们于 2002 年被无罪释放，二审后于 2004 年再次被无罪释放。总检察长办公室两次向俄罗斯最高法院提出抗议。 
霍洛多夫年迈的父母及其律师指控审判的进行以及主持两次审判的不同法官的行为不当（其中第二位法官叶夫根尼·祖博夫后来曾负责审判被指控杀害安娜·波利特科夫斯卡娅的凶手）。有人试图向位于斯特拉斯堡的欧洲人权法院申诉该案没有得到公正的审判，但是该法院因为事发时俄国还未加入《保护人权与基本自由公约》而没有受理此案。到了2004年，此案也已经超过了1960年俄国刑法规定的诉讼时效。后来虽然曾在普京政权任总统的梅德韦杰夫曾在2008年在德国发表讲话时表态称杀害某些记者的案件意义重大因此不应受诉讼时效限制 ，然而目前为止该案仍未有进展。